# Kumadenahalli, Mulbagal
Kumadenahalli là một làng thuộc tehsil Mulbagal, huyện Kolar, bang Karnataka, Ấn Độ.